# William, valižanski princ
Princ William (polno ime William Arthur Philip Louis), * 21. junij 1982, London.
Princ William je najstarejši sin kralja Združenega kraljestva Velike Britanije in Severne Irske, Karla III. in Diane, valižanske princese in je prvi v vrsti za nasledstvo za kraljevi prestol.
William se je izobraževal na štirih šolah v združenem kraljestvu in pridobil diplomo na univerzi Svetega Andreja. V času absolvence je del preživel v Čilu, Belizu in delih Afrike. Decembra 2006 je zaključil 44 tedensko usposabljanje za častnega kadeta. Aprila 2008 je zaključil šolanje za pilota na Royal Air Force College Cranwell. Nato je opravljal usposabljanje za pilota helikopterja in tako v začetku leta 2009 postal pilot pri RAF search and Rescue Force. Njegovo sedem in pol let trajajoče delo pri Britanskih oboroženih silah se je končalo septembra 2013.
29. aprila 2011 se je v Westminstrski opatiji poročil s Catherine, vojvodino Cambriško roj. Middleton. Skupaj imata tri otroke: princa Georgea, princeso Charlotte in princa Louisa.